# Hyaloscypha carnosa
Hyaloscypha carnosa är en svampart som först beskrevs av Rodway, och fick sitt nu gällande namn av Spooner 1987. Hyaloscypha carnosa ingår i släktet Hyaloscypha och familjen Hyaloscyphaceae.   Inga underarter finns listade i Catalogue of Life.